# Galezova Draga
Galezova Draga falu Horvátországban, a Károlyváros megyében. Közigazgatásilag Ozalyhoz tartozik.

## Fekvése
Károlyvárostól 21 km-re, községközpontjától 7 km-re északnyugatra, a Kulpa bal partja közelében fekszik.

## Története
A falunak 1857-ben 27, 1910-ben 37 lakosa volt. A trianoni békeszerződésig Zágráb vármegye Jaskai járásához tartozott. 2011-ben 26 lakosa volt.

## Lakosság
| Lakosság változása | Lakosság változása | Lakosság változása | Lakosság változása | Lakosság változása | Lakosság változása | Lakosság változása | Lakosság változása | Lakosság változása | Lakosság változása | Lakosság változása | Lakosság változása | Lakosság változása | Lakosság változása | Lakosság változása | Lakosság változása |
| ------------------ | ------------------ | ------------------ | ------------------ | ------------------ | ------------------ | ------------------ | ------------------ | ------------------ | ------------------ | ------------------ | ------------------ | ------------------ | ------------------ | ------------------ | ------------------ |
| 1857               | 1869               | 1880               | 1890               | 1900               | 1910               | 1921               | 1931               | 1948               | 1953               | 1961               | 1971               | 1981               | 1991               | 2001               | 2011               |
| 27                 | 33                 | 41                 | 48                 | 47                 | 37                 | 50                 | 46                 | 33                 | 39                 | 40                 | 39                 | 27                 | 31                 | 25                 | 26                 |